# Wei Zheming
Wei Zheming (en chino, 魏哲鸣; pinyin, Wèi Zhémíng; Jining, Shandong, 23 de mayo de 1990), también conocido como Miles Wei es un actor, cantante, y locutor chino. Es mejor conocido por sus papeles en las series de televisión Amor inolvidable (2021), A tu servicio (2023), Palabra de Honor (2021) entre otros.

## Primeros años
Wei Zheming nació en el distrito de Rencheng, ciudad de Jining, provincia de Shandong. Asistió a la escuela primaria Huojiajie en la ciudad de Jining. Concluyó sus estudios de secundaria y preparatoria en la escuela secundaria normal de Jining y la escuela secundaria número 1 de Jining. Estudió en la Universidad Normal de Tianjin, con especialización en radiodifusión y hosting.

## Trayectoria
En 2011, participó en el concurso en línea "China Pop Music Golden Bell" de Shenzhen Satellite TV. También fotografió la portada de la revista Rui Li. En enero de 2012, entró oficialmente a la industria del entretenimiento, uniéndose al grupo "Decision Team." En mayo del mismo año, lanzó el primer sencillo del grupo "Happy Moment" más adelante ese mismo año, decidió retirarse del grupo.
Debutó como actor en 2017, con un papel principal en la miniserie web Love Nagging. El 7 de enero de 2018, ganó el premio a las diez mejores estrellas en ascenso de internet, en la primera entrega de los Golden Shark awards.

## Filmografía

### Series de televisión
| Año  | Título                     | Título Original | Personaje    | Episodios |
| ---- | -------------------------- | --------------- | ------------ | --------- |
|      |                            |                 |              |           |
| 2024 | White cat legacy           | 大理寺少卿游    | Qiu Jing Zhi | 36        |
| 2024 | Piso 19                    | 19层            | Gao Xuan     | 24        |
| 2023 | You Are My Secret          | 私藏浪漫        | Ji Yu Heng   | 30        |
| 2023 | Hello, I'm at your service | 金牌客服董董恩  | Lou Yuan     | 24        |
| 2023 | I May Love U               | 对你不止是喜欢  | Tang Yu      | 24        |
| 2023 | Only for Love              | 以爱为营        | Yo You       | 36        |
|      |                            |                 |              |           |
|      |                            |                 |              |           |
|      |                            |                 |              |           |
|      |                            |                 |              |           |
|      |                            |                 |              |           |
|      |                            |                 |              |           |
|      |                            |                 |              |           |
|      |                            |                 |              |           |
|      |                            |                 |              |           |
|      |                            |                 |              |           |
|      |                            |                 |              |           |
|      |                            |                 |              |           |
|      |                            |                 |              |           |
|      |                            |                 |              |           |
|      |                            |                 |              |           |
|      |                            |                 |              |           |
|      |                            |                 |              |           |
|      |                            |                 |              |           |
|      |                            |                 |              |           |
|      |                            |                 |              |           |